# Ischnolea bimaculata
Ischnolea bimaculata är en skalbaggsart som beskrevs av Louis Alexandre Auguste Chevrolat 1861. Ischnolea bimaculata ingår i släktet Ischnolea och familjen långhorningar.
Artens utbredningsområde är Paraguay. Inga underarter finns listade i Catalogue of Life.